# Allometrie
Bei der Allometrie (von griechisch allos „anders“; metrie „messen“) geht es um das Messen und Vergleichen von Beziehungen zwischen der Körpergröße und deren Verhältnis zu verschiedensten biologischen Größen. So kann die Leistung eines Organismus beispielsweise nicht kurzerhand von klein auf groß übertragen werden. Auch die Größenverhältnisse innerhalb einer Art können nicht 1:1 umgesetzt werden. Würde zum Beispiel der Kopf vom Säugling zum Erwachsenen proportional zur Gesamtlänge des Körpers, das heißt isometrisch, zunehmen, müsste unser Kopf circa 45 cm hoch sein.

## Mathematische Grundlagen
Die klassische Allometrieformel
{\displaystyle y=a\cdot x^{b}}
geht auf Otto Snell zurück. {\displaystyle x} ist die Körpermasse (oder ein anderes Bezugsmaß), {\displaystyle y} die abhängige Größe (Organmasse, physiologische Größe usw.), {\displaystyle a} und {\displaystyle b} freie Parameter. Die zugrundeliegende Differentialgleichung lautet

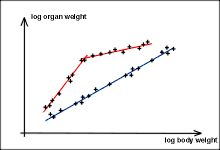
Allometrieformen

{\displaystyle {\frac {dy}{y}}=b\cdot {\frac {dx}{x}}}
Der Exponent {\displaystyle b} ist ein Maß für das Verhältnis der relativen Wachstumsgeschwindigkeiten (absolute Wachstumsgeschwindigkeit dividiert durch die Wachstumsgröße zum selben Zeitpunkt). Ist {\displaystyle b=1} spricht man von Isometrie, bei {\displaystyle b<1} von negativer Allometrie und bei {\displaystyle b>1} von positiver Allometrie. Allerdings gilt diese Grenze nur bei Maßen gleicher Dimension. Ist {\displaystyle x} die Körpermasse (3-dimensional) und {\displaystyle y} eine Länge (eindimensional), so ist {\displaystyle b={\tfrac {1}{3}}} isometrisch. Im doppelt logarithmierten Koordinatensystem wird aus der Potenzfunktion eine Gerade
{\displaystyle \log(y)=\log(a)+b\cdot \log(x)}
und {\displaystyle b} ist ihr Anstieg. Ändert sich der Anstieg dieser Gerade nicht, spricht man auch von einer einfachen Allometrie (blaue Linie). Ändert sich der allometrische Exponent (also der Anstieg), so spricht man von einer komplexen Allometrie (rotes Linienpaar).
In neueren Untersuchungen werden für die Allometrieberechnung von Datensätzen mit mehreren Variablen Hauptkomponentenanalysen durchgeführt.

## Allometrieformen
Je nach den zum allometrischen Vergleich herangezogenen Individuen unterscheidet man verschiedene Varianten.
- Ontogenetische Allometrie (Wachstumsallometrie): Sie vergleicht z. B. Organ-Körper-Relationen bei wachsenden Individuen einer Art.
- Intraspezifische Allometrie: Hier werden biologische Größen bei ausgewachsenen Individuen einer Art miteinander verglichen.
- Interspezifische Allometrie: Die interspezifische Allometrie vergleicht das Verhalten von Messgrößen bei ausgewachsenen Individuen von mehreren, miteinander näher verwandten Arten bis zum Taxon Familie.
- Phylogenetische Allometrie: Hier werden biologische Größen bei ausgewachsenen Individuen verschiedener Taxa miteinander verglichen.

Zu beachten ist, dass die Allometriekoeffizienten über diese verschiedenen Stufen nicht konstant sind und daher auch nicht miteinander verglichen werden können. So beträgt zum Beispiel der allometrische Exponent für die Beziehung zwischen Gehirn- und Körpermasse bei der Stockente 0,37, der intraspezifische 0,27, der interspezifische für die Anatinae 0,58, der phylogenetische für die Vögel 0,52.

## Beispiele

### Stoffwechsel als Funktion der Größe von Organismen
Die mittlere Größe von Organismen bewegt sich zwischen 10−8 m bei Viren und 30 m bei Walen. Trägt man Zeitkonstanten des Energiestoffwechsels über dieser Größe auf, erkennt man einen Zusammenhang in Form einer Potenzfunktion. In einem doppelt logarithmischen Diagramm erscheint der Zusammenhang linear und der Allometrieexponent wird als Steigung ¾ leicht ablesbar. Besonders bekannt ist beispielsweise innerhalb der Säugetiere das Maus-Elefant-Diagramm (siehe Abbildung 1), das den Energiestoffwechsel von der Maus bis zum Elefanten als Funktion des Gewichts darstellt. Der Exponent beträgt dann 1/4, da das Gewicht mit der Größe bereits über einen Exponenten von 3 verknüpft ist.

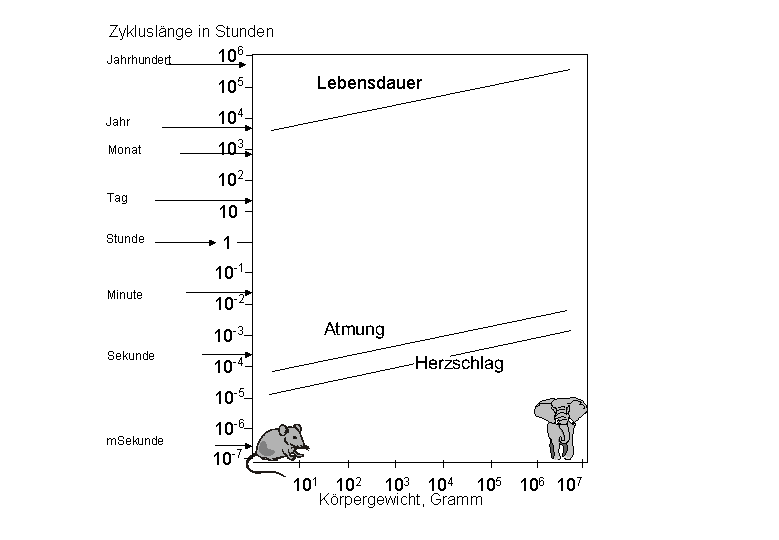
Abbildung 1: Maus-Elefant-Diagramm Eingezeichnet sind drei Beispiele: Herzschlag, Atmung und Lebensdauer in einem doppelt logarithmischen Diagramm; auf der x-Achse: Körpergewicht in Gramm; auf der y-Achse: Zykluslänge in Stunden

Für das tägliche Leben haben diese allometrischen Verhältnisse ebenfalls eine Bedeutung. So wird die Dosierung von Medikamenten beispielsweise noch häufig nach dem Körpergewicht berechnet. Der Unterschied mag bei Erwachsenen relativ gering sein. Berechnet man allerdings bei Kindern in einem gleichförmig proportionalen Verhältnis die Medikamentengabe, kann das fatale Folgen haben.
1960 fanden Experimente statt, bei der die Wirkung von LSD auf Tiere getestet wurde. Man verabreichte einem Elefanten die Menge von circa 290 mg. Zu dieser Zahl war man gekommen, indem man die Menge, die eine Katze zum Toben gebracht hatte, auf das Gewicht des Elefanten umrechnete. Der Elefant brach nach fünf Minuten tot zusammen. Man folgerte daraus, dass Elefanten besonders empfindlich auf LSD reagieren. Hätte man allerdings seinen geringeren Stoffwechselumsatz beachtet, wäre klar geworden, dass 80 mg ausreichend gewesen wären. Ein Elefant baut den Stoff wesentlich langsamer ab, was die Konzentration beträchtlich erhöht.
Verdeutlichen lassen sich die unterschiedlichen Stoffwechselumsätze verschiedener Arten auch am Beispiel Mensch-Maus. Ein Mensch nimmt am Tag circa ein Fünfzigstel seines Körpergewichts an Nahrung zu sich (1,5 kg), eine Maus aber 25–50 % ihres Eigengewichts. Ihr Leben läuft mit größerer „Geschwindigkeit“ ab, sie vermehrt sich schneller, altert früher als der Mensch. Der Nahrungsmittelverbrauch von 5000 Mäusen (die zusammen annähernd das Gewicht eines Menschen ausmachen) ist fast 17-mal so groß wie der eines Menschen.
Für Biologen sind diejenigen Fälle am interessantesten, die sich dem Dreiviertel-Gesetz entziehen. Gerade bei solchen abweichenden Verhältnissen stellt sich die Frage, welche Mechanismen dahinterstehen und wie es dazu kommt.

### Gehirnallometrie
Die Gehirnallometrie beschäftigt sich mit dem Verhältnis der Gehirnmasse zur Körpermasse und dem Massenverhältnis der verschiedenen Gehirnregionen zueinander (Hippocampus, Neokortex, Cerebellum). So konnte bei Untersuchungen herausgefunden werden, dass der Allometriefaktor bei Primaten (0,92) weitaus größer ist als bei anderen großen Säugetieren, beispielsweise dem Wal (0,46) und am größten beim Menschen (1,8). Daraus aber jetzt schließen zu wollen, dass der Mensch das einzige Wesen sei, bei dem die Zunahme des Gehirns die Zunahme der Körpermasse überschritten habe, ist falsch. Einige Insektenfresser aus dem Stamm der Säugetiere haben einen noch höheren Allometriefaktor als der Mensch. Das Gleiche gilt für einige Fischarten, wie etwa den Elefantenrüsselfisch. Die Gehirnallometrie alleine ist also nicht in der Lage, den menschlichen Geist und seine Fähigkeiten zu erklären.

### Allometrie von Schmuck und Waffen
Männliche Sexualmerkmale, die beim Paarungsverhalten eine Rolle spielen, sei es zum Beeindrucken von Weibchen oder zur Abschreckung von bzw. zum Kampf gegen Rivalen, zeigen immer eine positive Allometrie. Die Allometrieexponenten liegen typischerweise im Bereich zwischen 1,5 und 2,5 und sind intraspezifisch etwas höher als interspezifisch. Dies gilt für solch unterschiedliche Merkmale wie Gewicht/Länge des Geweihes von Hirschen, Höhe des Rückenkamms von Teichmolchen, Länge der Schwerter von Schwertträgern oder der Rückenflossen von Segelkärpflingen, jeweils bezogen auf die in gleicher Dimension gemessene Größe des gesamten Tieres. Bei verschiedenen Arten der Blatthornkäfer liegt der Allometrieexponent für die Hornlänge bezogen auf die Länge des Halsschildes sogar im Bereich von 4 bis 16.